# Atrina maura
La concha abanico, pluma o callo de hacha (Atrina maura) es una especie de  molusco bivalvo de la familia Pinnidae que se encuentra en los estuarios, bancos de arena o entre el fango en bahías y lagunas costeras del Pacífico, desde Baja California hasta el Perú.
Su concha es triangular en forma de abanico, un poco aplanada y delgada. De color crema, blancuzco o castaño, traslúcida. El borde posterior es ancho y con el margen truncado. Presenta 18 filas de espinas delgadas. Permanece en grupos, se alimenta filtrando materia orgánica y su reproducción es sexual. Se ha observado que la madurez sexual ocurre a partir de los 60 mm de longitud valvar. En promedio la longitud valvar de los ejemplares adultos es de 181 mm y el diámetro de 50 mm.
La región visceral permanece unida a las conchas por medio de dos músculos. El músculo posterior, de mayor tamaño, es llamado comúnmente callo y es consumido como alimento humano. En ciertas regiones, como en el estado mexicano de Sinaloa, el callo es usado en la preparación de ceviche, entre otras opciones de preparación, siendo considerado una exquisitez culinaria local.